# Street Art City

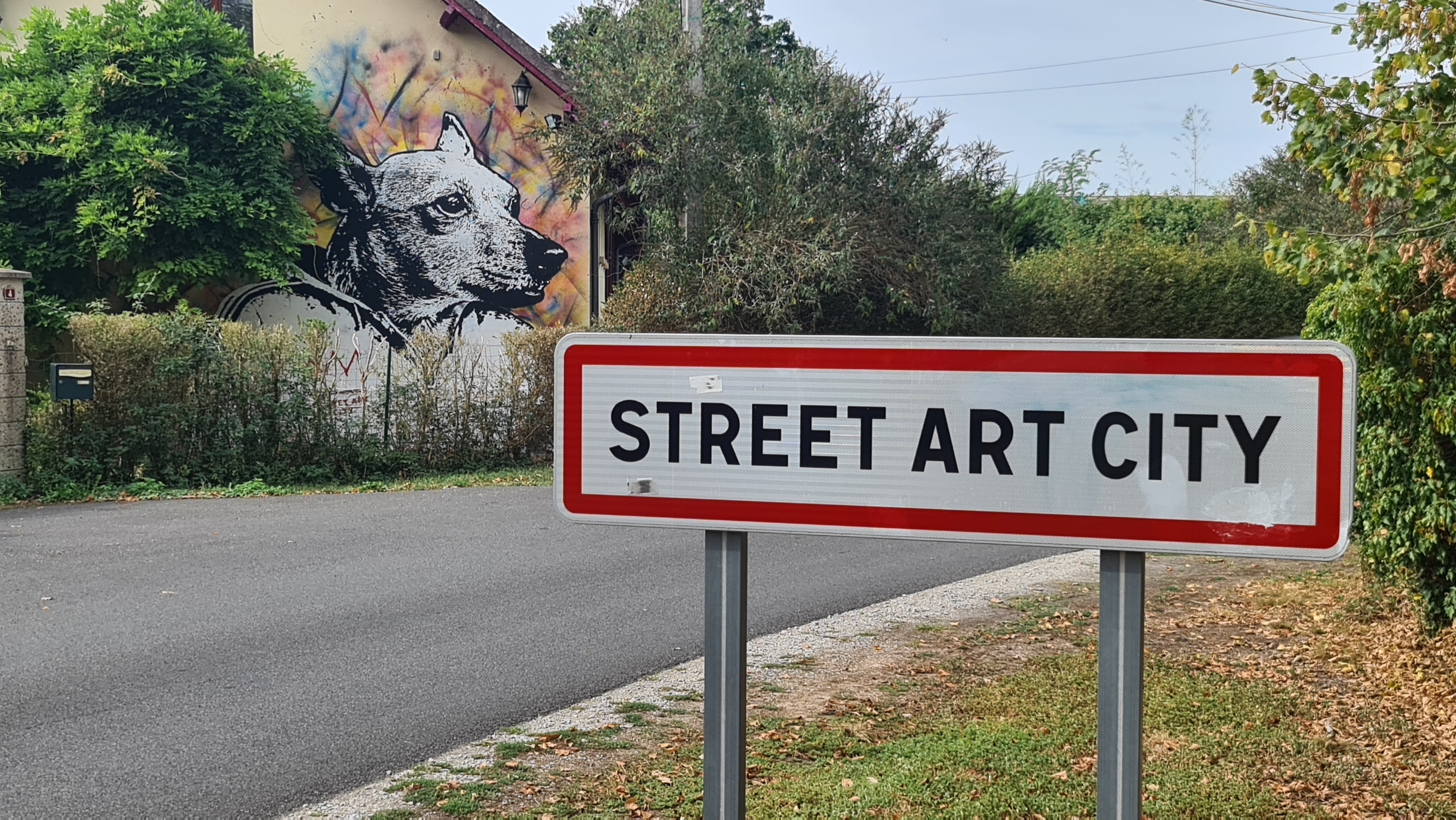
Straßenschild vor dem Eingang

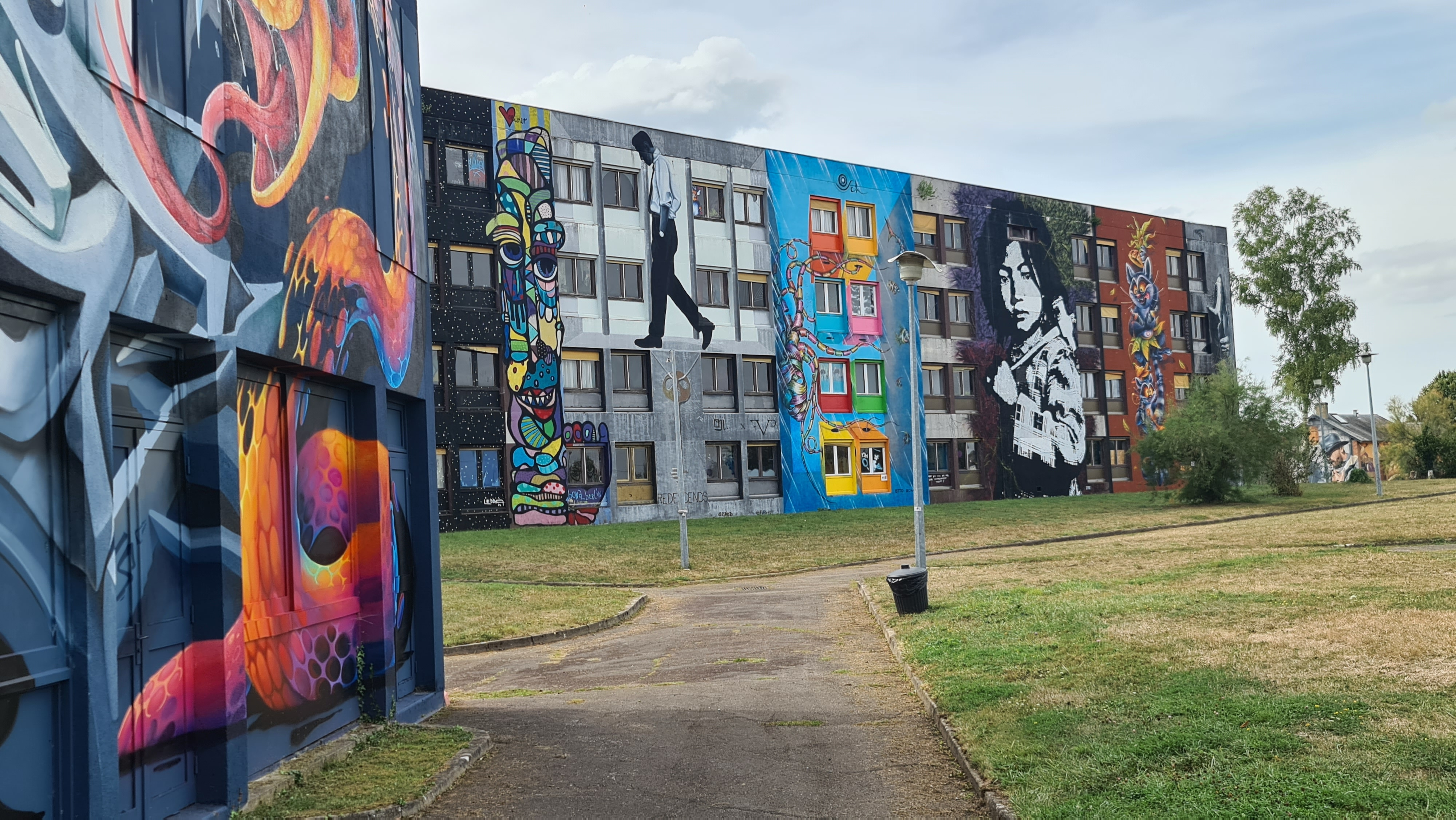
Das Hotel 128

Street Art City ist ein Kulturprojekt für urbane Kunst in der zentralfranzösischen Kleinstadt Lurcy-Lévis.
Das Projekt befindet sich auf dem Gelände eines ehemaligen Schulungszentrums des Post- und Telekommunikationskonzerns PTT und wurde 2017 eröffnet. Es vereint dreizehn Gebäude, von denen 22.000 m² mit Wandmalereien bedeckt sind. Auf dem Grundstück befindet sich u. a. das Hotel 128, ein verlassenes Gebäude, in dem jedes Zimmer einem Straßenkünstler übergeben wurde, um es künstlerisch neu zu gestalten.
Jedes Jahr erhält die Organisation des Projektes rund 900 Bewerbungen von Künstlern, von denen 80 für die Ausführung weiterer Kunstwerke ausgewählt werden. Im Jahr 2017 wurden 15.000 Besucher gezählt.